# Port lotniczy Kunduz
Port lotniczy Kunduz (IATA: UND, ICAO: OAUZ) – port lotniczy położony 8 km na południowy wschód od Kunduzu, w Afganistanie. Używany obecnie do celów wojskowych i humanitarnych.

## Linie lotnicze i połączenia
| Linia Lotnicza | Kierunek |
| -------------- | -------- |
| Kam Air        | 1. Kabul |